# ɕ
, ɕ (C с завитком) — буква расширенной латиницы, используемая в Международном фонетическом алфавите.

## Использование
В Международном фонетическом алфавите, где используется только строчная форма буквы, она обозначает глухой альвеоло-палатальный сибилянт.
Вместе с заглавной формой также использовалась в Смешанном алфавите для языка и (носу).
В расширениях для МФА также используется надстрочная форма буквы — ᶝ.